# Месечев излазак
„Месечев излазак” је југословенски кратки ТВ филм из 1969. године. Режирао га је Едуард Галић који је написао и сценарио.

## Улоге
| Глумац                 | Улога |
| ---------------------- | ----- |
| Мија Алексић           |       |
| Мирослав Бијелић       |       |
| Бранислав Цига Јеринић |       |